# Englewood Cliffs
Englewood Cliffs ist eine Stadt im Bergen County, New Jersey, USA. Das U.S. Census Bureau hat bei der Volkszählung 2020 eine Einwohnerzahl von 5.342 ermittelt. Die Kleinstadt ist insbesondere bekannt als Hauptsitz des Nachrichten- und Finanzsenders CNBC.

## Geographie
Die geographischen Koordinaten der Stadt sind 40°52′57″ nördliche Breite und 73°57′9″ westliche Länge.
Nach dem amerikanischen Vermessungsbüro hat die Stadt eine Gesamtfläche von 8,8 km², wovon 5,4 km² Land und 3,3 km² (38,17 %) Wasser ist.

## Demographie
Nach der Volkszählung von 2000 gibt es 5.322 Menschen, 1.818 Haushalte und 1.559 Familien in der Stadt. Die Bevölkerungsdichte beträgt 983,2 Einwohner pro km². 66,84 % der Bevölkerung sind europäischer („Weiße“), 29,69 % asiatischer, 1,37 % afroamerikanischer, 0,04 % indianischer, 0,00 % pazifischer und 0,71 % anderer Herkunft. 1,35 % sind gemischt-indianisch-europäischer Abstammung („Mestize“), 4,89 % sind Latinos unterschiedlicher Abstammung.
Von den 1.818 Haushalten haben 31,4 % Kinder unter 18 Jahre. 76,0 % davon sind verheiratete, zusammenlebende Paare, 7,0 % sind alleinerziehende Mütter, 14,2 % sind keine Familien, 12,5 % bestehen aus Singlehaushalten und in 8,3 % Menschen sind älter als 65. Die Durchschnittshaushaltsgröße beträgt 2,90, die Durchschnittsfamiliegröße 3,16.
20,7 % der Bevölkerung sind unter 18 Jahre alt, 5,7 % zwischen 18 und 24, 23,9 % zwischen 25 und 44, 27,7 % zwischen 45 und 64, 22,0 % älter als 65. Das Durchschnittsalter beträgt 45 Jahre. Das Verhältnis Frauen zu Männer beträgt 100:89,1, für Menschen älter als 18 Jahre beträgt das Verhältnis 100:84,8.
Das jährliche Durchschnittseinkommen der Haushalte beträgt 106.478 USD, das Durchschnittseinkommen der Familien 113.187 USD. Männer haben ein Durchschnittseinkommen von 79.501 USD, Frauen 42.019 USD. Der Prokopfeinkommen der Stadt beträgt 57.399 USD. 2,6 % der Bevölkerung und 1,4 % der Familien leben unterhalb der Armutsgrenze, davon sind 1,9 % Kinder oder Jugendliche jünger als 18 Jahre und 5,3 % der Menschen sind älter als 65.

## Persönlichkeiten

### Söhne und Töchter der Stadt
- Arnold Squitieri (1936–2022), Mafioso
- Trish Van Devere (* 1943), Schauspielerin

### Weitere
- Rudy Van Gelder richtet in der Kleinstadt 1959 eines der renommiertesten Tonstudios für Jazz-Aufnahmen ein, das über seinen Tod (2016) hinaus in Betrieb blieb.